# San Martín de Unx
San Martín de Unx (em castelhano) ou San Martin Unx (em basco) é um município da Espanha na província e comunidade foral (autónoma) de Navarra. Tem 50,17 km² de área e em 2021 tinha 393 habitantes (densidade: 7,8 hab./km²).

## Demografia
| Variação demográfica do município entre 1991 e 2004 | Variação demográfica do município entre 1991 e 2004 | Variação demográfica do município entre 1991 e 2004 | Variação demográfica do município entre 1991 e 2004 |
| --------------------------------------------------- | --------------------------------------------------- | --------------------------------------------------- | --------------------------------------------------- |
| 1991                                                | 1996                                                | 2001                                                | 2004                                                |
| 534                                                 | 494                                                 | 455                                                 | 436                                                 |